# Aziatische Spelen 2022
De Aziatische Spelen 2022 (Chinees: 2022年亚洲运动会; pinyin: Èr líng èr èr nián Yàzhōu Yùndònghuì), officieel XIX Asian Games (Chinees: 第十九届亚洲运动会; pinyin: Dì Shíjiǔ Jiè Yàzhōu Yùndònghuì), ook bekend als Hangzhou 2022 (Chinees: 杭州2022; pinyin: Hángzhōu Èr líng èr èr) waren een pan-Aziatisch multisportevenement. De 19de Aziatische Spelen werden gehouden van 23 september tot en met 8 oktober 2023 in Hangzhou, Zhejiang, China.
Eerst stonden de Spelen gepland voor 2022, echter werden deze uitgesteld naar 2023 vanwege de coronapandemie. China won met 201 gouden medailles het medailleklassement voor Japan en Zuid-Korea.
1951 ·
1954 ·
1958 ·
1962 ·
1966 ·
1970 ·
1974 ·
1978 ·
1982 · 
1986 · 
1990 · 
1994 · 
1998 · 
2002 · 
2006 · 
2010 · 
2014 · 
2018 · 
2022